# Nicolò Smereglo
Niccolò Smereglo (Vicenza, 1240 circa – 1312 circa) è stato un cronista medievale, attivo nella seconda metà del Duecento e nei primi anni del Trecento.

## Biografia
Il nome di Niccolò compare per la prima volta con la qualifica di notaio in un documento del 1262. Smereglo non sarebbe però il cognome della famiglia, ma un soprannome che deriva da smeriglio, un falchetto usato per la caccia alle allodole. Egli risiedeva a Vicenza in Borgo Berga, dove dal 1262 aveva affittato una casa dalle monache benedettine di San Pietro.
Nel 1272 fu nuncio, sindaco, procuratore ed economo della comunità degli Umiliati risiedenti anch'essi in Borgo Berga nella vicina domus de medio, comunità per la quale, anche negli anni seguenti, redasse molti atti. 
Fra il 1290 e il 1299 fu a più riprese gastaldo del collegio dei notai di Vicenza, finché tra il 1301 e il 1304 il suo nome fu cancellato dalla matricola del collegio. Ritiratosi dalla professione notarile, egli continuò a partecipare alla vita pubblica vicentina – nel 1311 sedeva nel Consiglio maggiore di Vicenza – e nella documentazione che lo riguarda compare sempre con la qualifica di dominus. L’ultima notazione riportata nei suoi Annales risale al 1312; si può quindi supporre che sia morto poco dopo quella data.

## Annales civitatis Vicentiae
Secondo la tradizione a Smereglo è attribuita una cronaca di Vicenza – gli Annales civitatis Vicentiae – che va dal 1200 al 1312 ed è riportata da tre codici d’età moderna che conservano anche le cronache vicentine più tardive di Antonio Godi e di Giambattista Pagliarino. 
La descrizione degli anni fino al 1235 è piuttosto sintetica e in alcuni casi viene indicato solo il nome del podestà in carica, talvolta addirittura fornendo informazioni sbagliate. Il testo si arricchisce invece di maggiori informazioni a partire dal 1236, quando Vicenza entrò nell’orbita di Federico II e fu occupata da Ezzelino III da Romano, anche se di quanto avvenne in città nel ventennio ezzeliniano quasi nulla raccontano queste cronache, che invece si soffermano sulle caratteristiche del governo della Marca trevigiana.
Caduto Ezzelino, Vicenza passò sotto la guida del vescovo Bartolomeo da Breganze, sotto l'approvazione del quale per alcuni anni vennero scelti i podestà. Per la prima volta compaiono nelle pagine degli Annales i nomi di alcune famiglie vicentine eminenti, in quanto il racconto è dedicato a illustrare gli scontri tra le fazioni in cui erano divisi i cittadini. 
Dalla metà degli anni Sessanta il peso di Padova su Vicenza si fece sempre più rilevante e questo risulta dalle vicende che Smereglo continuò a riportare con la consueta sinteticità: il racconto diventa sempre più stringato, sino a che, giunto al 1279, Smereglo scrive «dominus Nicolaus Smereglus dormivit ut videtur».
Appare probabile che egli abbia interrotto per qualche tempo il suo impegno di cronista e si sia rimesso poi all’opera, ma con minor cura. Gli Annales riportano una più ampia descrizione solo dell'anno 1290, quando Smereglo, che partecipava già da tempo alla vita pubblica cittadina, racconta con maggiori dettagli come, al tempo della dominazione padovana, i principali membri delle famiglie ghibelline fossero stati esiliati da Vicenza.
Poi gli Annales, dal 1291 in poi, ritornano sintetici; si concludono nel 1311, quando i padovani furono espulsi dalla città, dove entrarono Cangrande Della Scala e Vanni Zeno Lanfranchi, vicario di Enrico VII. Fu questo un momento di rappacificazioni, segnato dal rientro di molti fuoriusciti, dal trattamento di riguardo riservato al podestà che era stato imposto dai padovani, ma anche di rese di conti delle quali Smereglo fornisce qualche dettaglio, senza però impegnarsi in un resoconto perché tutto «foret difficilius enarrare» .
Gli annali si interrompono nel 1312 con la notizia dell’arrivo a Vicenza di Cangrande nella veste di vicario imperiale, anche se nel testo nulla viene detto di lui, ma può essere che qualche sezione degli Annales stessi sia andata perduta.